# Talkin' 2 Myself
«talkin' 2 myself» es el sencillo n.º 42 de la cantante japonesa Ayumi Hamasaki, fue lanzado el 19 de septiembre de 2007.

## Información
talkin' 2 myself, producido por Max Matsuura y grabado en Los Ángeles, es un sencillo de una sola cara A, acompañada por la cara B "decision", la cual tendrá un video musical al igual que "talkin`2 myself".
Con este single Ayumi renovará contrato con Panasonic, tras 5 años como su imagen en Japón ya que "talkin`2 myself" será la canción con la que se promocionara su nueva cámara digital Lumix FX-33 en los países de Asia oriental, donde Ayumi goza de gran fama debido al reciente tour de conciertos ASIA TOUR 2007.
Las canciones por su parte estrenan un estilo más rock, acompañado por un cambio de imagen de la cantante, la cual luce de nuevo pelo corto como un renacimiento de sus comienzos musicales, ahora que acaba de comenzar el que ella llama el "tercer episodio" de su carrera musical.
El sencillo será lanzado tanto en versión CD, como CD+DVD, incluyendo el segundo tanto los videoclips de las dos canciones como algunos contenidos adicionales.
La composición musical e instrumental corresponde a Yoji Noi para talkin' 2 myself y a la propia Ayumi Hamasaki bajo su seudónimo CREA para decisión.

## Canciones

### CD
1. talkin' 2 myself "Original mix"
2. decision "Original mix"
3. fated "Orchestra version"
4. talkin' 2 myself "Original mix -instrumental-"
5. decision "Original mix -instrumental-"

### DVD
1. talkin' 2 myself <videoclip>
2. decision <videoclip>

- Datos: Q306323